# Geboortelepel

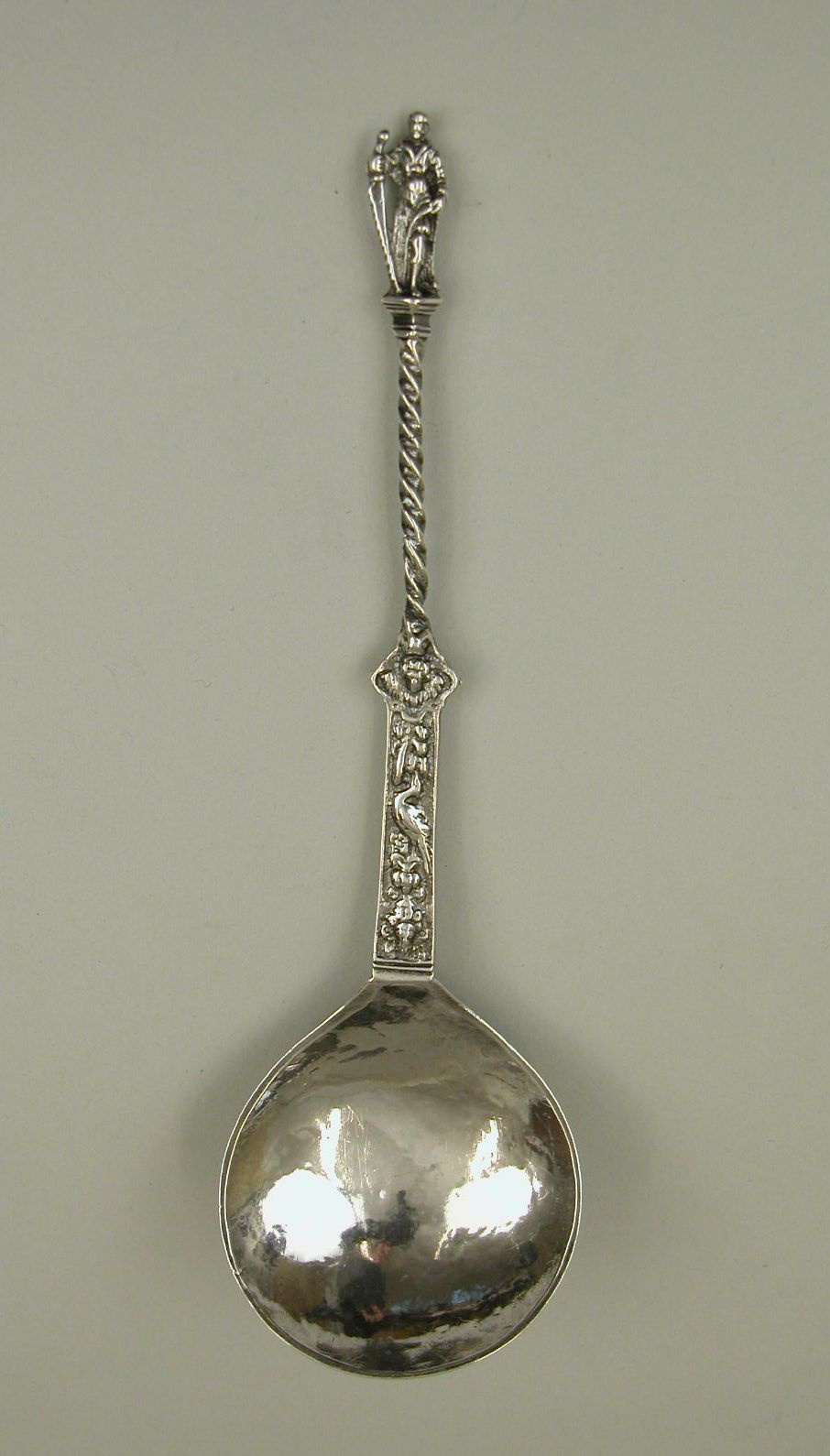
Geboortelepel met de apostel Simon (1655)

Een geboortelepel is een grote zilveren lepel met daarop een inscriptie van ten minste een naam en geboortedatum. Hij wordt gegeven als kraamcadeau bij de geboorte van een kind, meestal door familie of bekenden. Naast geboortelepels bestaan er ook zilveren lepels met een verwijzing naar andere gebeurtenissen, zoals jubilea, huwelijken, een tocht over ijs of een sterfgeval.

## Geschiedenis
De term 'geboortelepel' is nog niet heel oud. Hij zou voor de eerste keer voorkomen in Waling Dykstra’s Uit Frieslands Volksleven, uit het eind van de negentiende eeuw. Het fenomeen van zilveren lepels met inscriptie heeft echter al een veel langere geschiedenis.
De gewoonte van ouders of andere familie om bij de geboorte een geschenk te geven kent een traditie die teruggaat tot in de zestiende eeuw. Volgens Klijn’s Oude zilveren lepels dateert de oudst bekende lepel met geboorte-inscriptie uit 1578. Het gaat om een zilveren lepel uit Engeland. In het Engels kent men de uitdrukking 'being born with a silver spoon in his mouth', wat betekent dat iemand uit een rijke familie komt.
Ook uit andere landen zijn geboortelepels bekend.
In Nederland komt het gebruik met name voor in Groningen, Noord-Holland, Zuid-Holland en Friesland. Met name in de laatstgenoemde provincie is deze traditie echt tot bloei gekomen. Opmerkelijk is dat geboortelepels van buiten Friesland zelden inscripties hebben. Als ze die al hebben, dan betreft het vaak slechts de initialen. Vanaf de laatste helft van de zeventiende eeuw zijn honderden Friese exemplaren bekend. De website van Hessel de Walle geeft een overzicht van de teksten van meer dan 1500 geboortelepels uit Friesland van voor 1811, vaak met afbeelding.